# キャンニ
キャンニ (伊: Chianni) は、イタリア共和国トスカーナ州ピサ県にある、人口約1,300人の基礎自治体（コムーネ）。

## 地理

### 位置・広がり

#### 隣接コムーネ
隣接するコムーネは以下の通り。
- カシャーナ・テルメ・ラーリ (カシャーナ・テルメ)
- カステッリーナ・マリッティマ
- ラヤーティコ
- リパルベッラ
- サンタ・ルーチェ
- テッリッチョーラ

### 気候分類・地震分類
キャンニにおけるイタリアの気候分類 (it) および度日は、zona D, 1955 GGである。
また、イタリアの地震リスク階級 (it) では、zona 3 (sismicità bassa) に分類される。